# ランブルサール
ランブルサール （Lambersart）は、フランス、オー＝ド＝フランス地域圏、ノール県のコミューン。

## 概要
リス川の支流ドゥール川と、リールに接する。
19世紀以降、県内の大勢の企業家が、ドゥール川近くの田園地帯であるランブルサールに庭付きの住宅を建てた。しかしリールに近接するために都市化に圧迫され草原や牧草地は消えていった。地域圏内のコミューン同様、赤レンガを用いた建築物が優勢である。

## 人口統計
| 1962年 | 1968年 | 1975年 | 1982年 | 1990年 | 1999年 | 2006年 |
| ------ | ------ | ------ | ------ | ------ | ------ | ------ |
| 21 807 | 26 833 | 29 614 | 28 494 | 28 275 | 28 133 | 28 543 |

 Insee ·  · 

## 姉妹都市
- フィールゼン、ドイツ
- サウスバラ、イギリス
- カニウ、ウクライナ